# Hermann Kletke

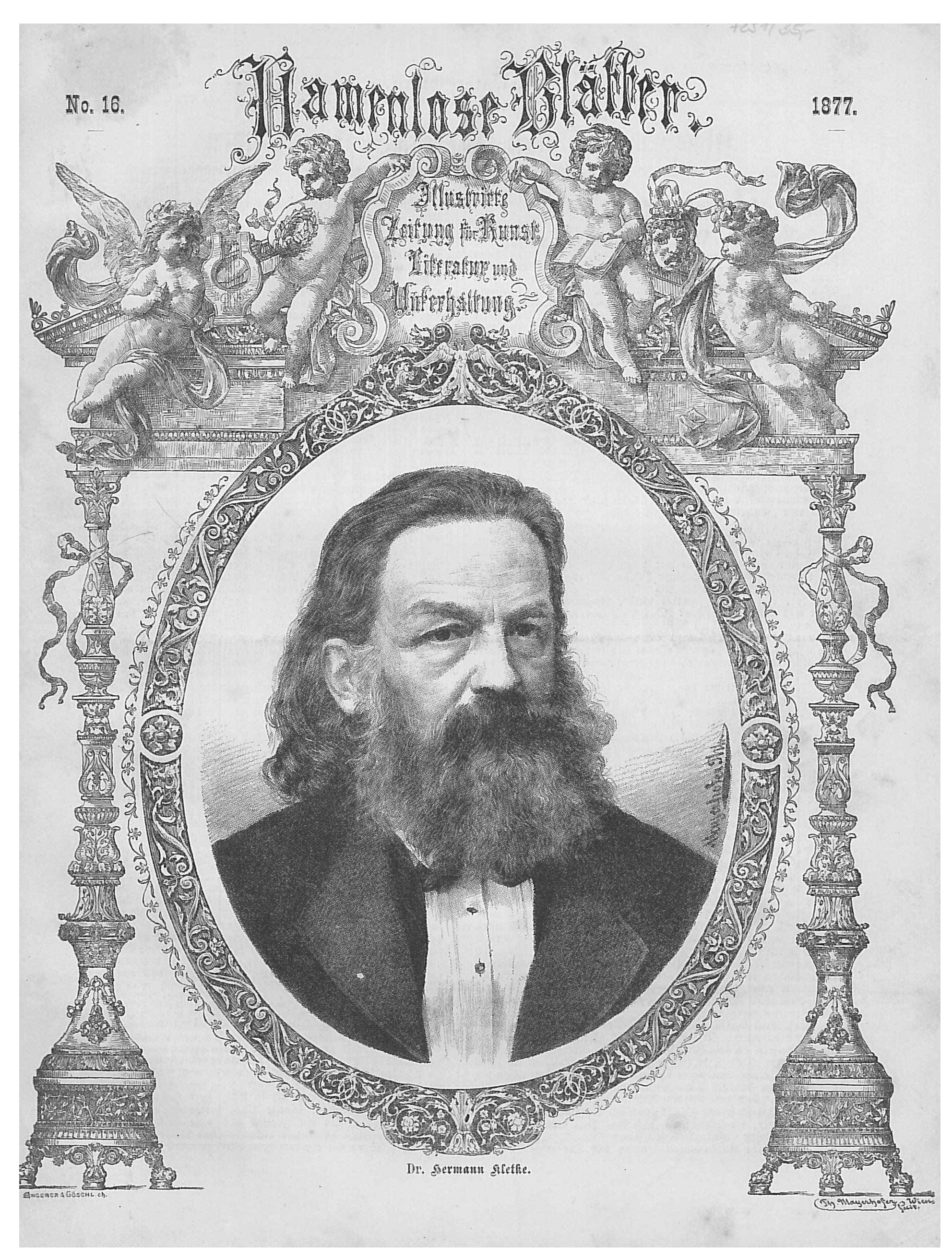
Hermann Kletke (1877)

Gustav Hermann Kletke (* 14. März 1813 in Breslau; † 2. Mai 1886 in Berlin) war ein deutscher Lyriker, Schriftsteller und Publizist.

## Leben
Hermann Kletke war der Sohn eines Breslauer Rechtsanwalts. Schon als Gymnasiast dichtete er und war gelegentlicher Mitarbeiter Breslauer Zeitungen. Er studierte an der Universität Breslau und wurde zum Doktor der Philosophie promoviert. Ab 1832 war er Mitglied des Corps Borussia Breslau. Vorübergehend hielt er sich in Wien auf, wo er zum Freundeskreis von Nikolaus Lenau gehörte. Von der österreichischen Zensur vertrieben, ging er nach Berlin, wo ihn Eduard Hitzig in dessen 1824 gegründete Neue Mittwochsgesellschaft einführte.
Der Musikkritiker Ludwig Rellstab empfahl Kletke 1838 der Vossischen Zeitung. Bei diesem wohl wichtigsten Blatt des Berliner Bürgertums wurde Kletke zunächst Redakteur, 1849 zusammen mit Ernst Otto Lindner Gestalter des politischen Hauptteils. Von 1867 bis 1880 war Kletke Chefredakteur der Zeitung. Danach übergab er die Leitung an Friedrich Stephany, blieb aber bis einen Tag vor seinem Tod am 2. Mai 1886 nominell Redaktionsmitglied. In seinen letzten Arbeitsjahren widmete sich Kletke vor allem der Sonntagsbeilage.
Als Jugendschriftsteller sorgte Kletke vor allem dafür, dass ältere Stoffe der deutschen und der klassischen Dichtung jungen Lesern in Prosafassungen zugänglich gemacht wurden. Mit seinen Märchen am Kamin lieferte er ein Pendant zu der damals erfolgreichsten Märchensammlung von Richard Volkmann-Leander, den Träumereien an französischen Kaminen (1871). In der Herderschen Tradition steht Kletkes Sammlung Märchensaal der Völker (1844/1845), die ebenso wie seine Bearbeitung der Rübezahl-Sagen (1882) Eigenarten von Kletkes schlesischer Heimat festhält. Eine vielsprachige Kulturenmischung war Kletkes Wunschbild.
Als Herausgeber tat sich Kletke vor allem mit Geistliche Blumenlese aus deutschen Dichtern (1839), Buch der Reisen (1852) und der Sammlung Natur- und Sittenbilder (1861) hervor.
Als liberaler Denker und meinungsbildender Publizist war Kletke ein vielgefragter Gesprächs- und Briefpartner. Sein langjähriger Kontakt zu Theodor Fontane ist aufgrund der Edition ihrer Korrespondenz (1969) als Zeitdokument von Bedeutung.

## Werke (Auswahl)

### Als Autor
Erzählungen und Novellen
- Die Bürgerverschwörung zu Breslau. Die Royalisten in der Vendée. Novellen. Breslau 1840.
- Die Savoyardenkinder. Eine Erzählung für die Jugend. Gütersloh 1841.
- Der Großmutter Abenderzählungen. Märchen für die Jugend. Berlin 1841 (dem Französischen nacherzählt und bearbeitet)
- Der Kinderkreuzzug. Eine Volks- und Jugenderzählung. Berlin 1844.
- Historische Bilder. Berlin 1858/60.

1. Historische Bilder zur Belehrung und Unterhaltung für die reifere Jugend. 1858.
2. Neue historische Bilder. 1860.

- Die drei Könige von Jerusalem. 1868.
- Kreuz und Halbmond. Eine Erzählung aus der Zeit der Kreuzzüge. Berlin 1868.

Gedichte und Lieder
- Worte der Liebe und des Trostes. Gedichte. Berlin 1837.
- Gedichte. Breslau 1852/57 (EA Berlin 1836)

1. Gedichte. 1852
2. Lied und Spruch. Neue Gedichte. 1857.

Märchen
- Spinnstube. Märchen. Berlin 1842.
- Lieder-Mährchen. Berlin 1843.
- Deutsche Kindermärchen. In Reime gebracht. Berlin 1849.
- Märchen meiner Großmutter. Berlin 1851.
- Das Buch vom Rübezahl. Des Berggeistes Fahrten und Schwänke neu erzählt und bearbeitet. München 1918 (EA Breslau 1852)
- Ein Märchen-Buch. Berlin 1864/69.

1. Ein Märchen-Buch. 1864.
2. Ein neues Märchenbuch. 1869.

- Märchen am Kamin. Berlin 1873.

Sammlungen
- Phantasus. Ein Kinderbuch. Berlin 1841 (mit dem Weihnachtslied „Am Weihnachtsbaum die Lichter brennen“)
- Gedichte. Berlin 1873.
- Buntes Leben. Gesammelte Erzählungen für die Jugend. Berlin 1878.
- Die Kinderwelt in Märchen und Liedern. Berlin 1881.
- Kinderlieder. Berlin 1882.

Theaterstücke
- Jakob und sein Vetter. Ein Schattenspiel für grosse und kleine Kinder. Berlin 1857 (Silhouetten von Karl Fröhlich)
- Prinzess Tausendschön. Märchen für Kinder von 7 bis 12 Jahren. Berlin 1858 (Silhoetten von Karl Fröhlich)

### Als Herausgeber
Prosa
- Deutscher Kinderschatz in alten und neuen Liedern. Berlin 1865 (EA Berlin 1839)
- Almanach deutscher Volksmärchen. Berlin 1840/41.

1. Almanach deutscher Volksmärchen. 1840.
2. Almanach deutscher Volks- und Kindermärchen. 1841.

- Geistliche Blumenlese aus deutschen Dichtern. Von Novalis bis auf die Gegenwart. Berlin 1841.
- Deutsche Fabeln des 18. und 19. Jahrhunderts. Berlin 1841.
- Auswahl epischer Gedichte für Schule und Haus. Berlin 1842.
- Lieder und Bilder aus dem Kinderleben. Berlin 1842.
- Album deutscher Dichter. Berlin 1853 (EA Berlin 1843)
- Album der Liebe und Freundschaft. Blätter zur Erinnerung aus deutschen Dichtern und Prosaisten. Berlin 1844.
- Märchensaal. Märchen aller Völker für Jung und Alt. Berlin 1844/45 (3 Bände)
- Das goldene Buch. Ein Kranz von Mährchen, Sagen und Erzählungen für das Alter von 6–9 Jahren aus den Werken der vorzüglichsten deutschen Jugendschriftstellern. Breslau 1849 (2 Bände)
- Dichtergarten für die deutsche Jugend. Berlin 1850/51 (2 Bände)
- zusammen mit Carl Eduard Pax: Deutscher Liederfreund für Schule und Haus. Eine Sammlung mehrstimmiger Lieder von Graun und vielen anderen nebst Originalweisen von Dorn und vielen anderen. Berlin 1850 (2 Bände)
- zusammen mit Adolf Müller: Preußens Ehrenspiegel. Eine Sammlung vaterländischer Gedichte von den ältesten Zeiten bis zum Jahre 1840. Berlin 1851 (Digitalisat HathiTrust).
- Deutschlands Dichterinnen. Anthologie. Berlin 1854.
- Walhalla. Deutschlands Dichter des 18. und 19. Jahrhunderts in Biographien und charakteristischen Proben. Berlin 1854.

Sachbücher
- Handbuch zur Geschichte der neueren deutschen Literatur. Biographien, Charakteristiken und Proben. Zum Gebrauch für Lehrer und Lehrerinnen in den oberen Klassen höherer Töchterschulen wie auch zum Selbststudium. Berlin 1845 (2 Bände)
- Deutsche Geschichte in Liedern, Romanzen, Balladen und Erzählungen deutscher Dichter. Für Schule und Haus. Berlin 1846.
- Das Buch der Reisen. Berlin 1852/55.

1. Das Buch der Reisen. Bunte Bilder aus der Natur und dem Menschenleben. Zur Belehrung und Unterhaltung für die reifere Jugend. 1852.
2. Neues Buch der Reisen. 1853.
3. Neue Reisebilder. 1855.

- Die Tierwelt in Jagdszenen und Charakterbildern. Berlin 1853.
- Bilder aus dem Weltall. In Aufsätzen von Buff, Cotta und Humboldt. Berlin 1854.
- Alexander von Humboldt. Reisen in Amerika und Asien. Eine Darstellung seiner wichtigsten Forschungen. Berlin 1854/56 (4 Bände)
- Bilder und Skizzen aus der Geschichte. Zur Belehrung und Unterhaltung für die reifere Jugend. Berlin 1856.
- Skizzenbuch. Berlin 1856/59.

1. Bunte Bilder aus der Natur und dem Menschenleben. Zur Belehrung und Unterhaltung für die reifere Jugend. 1856.
2. Neues Skizzenbuch. 1859
3. Neues Panorama aus der Natur und dem Menschenleben. Zur Belehrung und Unterhaltung für die reifere Jugend. 1859.

- Deutschlands Krieges- und Siegesjahre 1809-15 im Lied deutscher Dichter. Berlin 1859.
- Ausgewählte Briefe deutscher Männer und deutscher Frauen, 1860.
- Länder und Völker. Reisebilder und Skizzen aus der Natur und dem Menschenleben. Zur Belehrung und Unterhaltung für die reifere Jugend. Berlin 1860.
- Natur- und Sittenbilder. Reiseschilderungen aus allen Erdtheilen zur Belehrung und Unterhaltung der reiferen Jugend. Berlin 1861.
- Der Neue Kinderfreund. Berlin 1843/45.

1. Berlin 1843 (Digitalisat der Universitäts- und Landesbibliothek Düsseldorf).
2. Berlin 1845 (Digitalisat der Universitäts- und Landesbibliothek Düsseldorf).